# Petrus de Dacia (matematiker)
 For alternative betydninger, se Petrus de Dacia (svensk munk).
Petrus de Dacia, også kalde Philomena og Peder Nattergal var en dansk lærd, der levede i 1200-tallet. Han arbejdede primært i Paris og Italien, hvor han skrev på latin. Han udgav en kalender over nymåne-datoer fra årene 1292-1367. I 1291-1292 er han listet som studerende på Università di Bologna. I 1292 udgav han en bog om matematik, der indeholdt en ny metode til beregning af kubikrødder. Han beskrev også mekaniske instrumenter til at forudsige sol- og måneformørkelser set fra Paris.

## Udgaver
- Corpus Philosophorum Danicorum Medii Aevi vol. X, ed. Fritz Saaby Pedersen. København 1983.